# لانتانا لوندية
لانتانا لوندية (الاسم العلمي: Lantana lundiana) هي نوع نباتي يتبع جنس اللانتانا من فصيلة اللويزية.